# Mobi Viseu Dão Lafões
A MobiViseuDãoLafões é a rede de transportes públicos coletivos rodoviários da Comunidade Intermunicipal de Viseu Dão Lafões, em Portugal, que teve o início da sua operação no dia 1 de julho de 2025. Houve dois concursos públicos internacionais para tentar achar um operador para esta rede de transportes, tendo sido o primeiro em 2019, não tendo tido candidaturas, e o segundo concurso, lançado em maio de 2023, tendo sido selecionado o operador Transdev.
Esta operação tem como objetivo a uniformização da rede de transportes da CIM, chegando ao fim a rede de quatro operadores existente até aos dias de hoje (Empresa Berrelhas de Camionagem, Marques, União de Sátão & Aguiar da Beira, e a Transdev). Este sistema prevê a renovação da frota e pontuais alterações nas carreiras já existentes, sendo criadas duas novas carreiras, uma no concelho de Tondela e outra no concelho de Mangualde.
Esta operação abrange os 14 munícipios que constituem a região, com exceção do município de Viseu, que continuará com a MUV - Mobilidade Urbana de Viseu, operada pela Empresa Berrelhas de Camionagem.

### Títulos de Transporte
A partir do dia 22 de maio de 2025, os passageiros dos demais operadores de transporte da região, começaram o processo de troca dos seus títulos de transporte (cartão físico mensal), tendo sido pré-definidas várias datas, para os demais concelhos da Comunidade Intermunicipal de Viseu Dão Lafões.
No dia 9 de junho de 2025, foi revelada a nova tabela tarifária que estará em vigor com o começo da rede MobiViseuDãoLafões, sendo uma tabela muito simples, com preços atrativos para os utilizadores. Quem seja um utilizador assíduo da rede, o preço será de 20€ mensais e para os utilizadores ocasional, o preço do bilhete de bordo será de 1,50€ reutilizável em toda a rede, após a primeira aquisição, com uma duração de 90 minutos. Os pequenos utilizadores do transporte público, com até 4 anos de idade, não pagaram título de transporte, salvo condições. Há também descontos em vigor para jovens e idosos.
A partir do dia 24 de junho de 2025, foi começada a comercialização do novo Passe Mensal, com o valor de 20€.

### Sessão de lançamento oficial da Rede de Transportes:
No dia 26 de junho de 2025, realizou-se no Parque do Calvário, no munícipio de Castro Daire, o lançamento público oficial da MobiViseuDãoLafões, contanto com a presença dos vários autarcas dos munícipios servidos por esta rede de transportes, bem como outras figuras importantes da região e da própria equipa de gestão de operação da rede de transportes.
Nesta cerimónia também estiveram presentes no recinto, alguns exemplares da frota da MobiViseuDãoLafões, que poderam ser visitados após a sessão oficial.

### Operação
A operação desta rede de transportes conta incialmente com pouco mais de 160 linhas e cerca de 4400 paragens. O candidato ao curso público de aquisição de operador para a MobiViseuDãoLafões, a Transdev, criou então a Vdl Mobilidade, empresa que opera os transportes públicos da Comunidade Intermunicipal Viseu Dão Lafões. É também disponibilizado apoio ao passageiro, tanto por via telefónica tanto por correio eletrónico.
Como o lançamento desta rede ocorreu a 1 de julho de 2025, as linhas que começaram a operar foram aquelas que têm circulações durante o período de férias escolares, entrando em pleno o funcionamento da rede, a partir do dia 15 de setembro de 2025.